# Vaitupu
Vaitupu é a maior ilha e atol de Tuvalu. A capital é Asau.

## População
Vaitupu tem a segunda maior população de Tuvalu, de 1590 habitantes. Chegam 600 estudantes de idades entre 13 e 21 anos de todo o arquipélago para ir à única escola secundária do país, Motufoua. Apesar de seu relativamente grande tamanho, a população da ilha diminuiu durante a década de 1940 já que várias famílias emigraram para Fiji. Porém tem tido um lento crescimento nas últimas décadas.

## Geografia
A ilha, que tem aproximadamente 5,6 km², inclui pântanos, mangues, recifes de coral e uma laguna grande. A segunda ilha em extensão é Tofia.

### Ilhas
O atol de Vaitupu consiste de 9 ilhas, que são:
- Luasamotu
- Mosana (grupo de 2)
- Motutanifa
- Temotu
- Te Motu Olepa
- Tofia
- Vaitupu, a própria
- E pelo menos 1 outra ilha

Há pelo menos uma ilha habitada, que é a própria Vaitupu.
A maior ilha é Vaitupu, seguida por Tofia.

### Habitações
A única vila de Vaitupu consiste dos bairros Tumaseu e Asau. Há uma igreja, uma escola primária, e pelo menos uma guesthouse e um posto de correios.
A menor ilha de Temoto na Loto Lagoon é casa de uma única família de 13 liderada pelo escritor inglês Lewis Wade.

## Acessos
É possível chegar a Vaitupu por barco particular ou com o serviço do Nivaga II, barco operado pelo governo que cobre a distância entre Vaitupu e Funafuti regularmente.

## Pessoas locais notáveis
Taukelina Finikaso serviu como Ministro das Comunicações e Trabalho no Governo de Tuvalu desde 2006. Ele representa Vaitupu no Parlamento de Tuvalu.
Apisai Ielemia serviu como Primeiro Ministro de Tuvalu a partir de 2006. Já representou Vaitupu no Parlamento de Tuvalu.